# 三元音
三元音（triphthong）是一種複元音（compound vowel），又稱三母音或三合複元音。在語音學中，指聯合的三個元音，它們作為一個整體出現。之間有平滑的過渡，也就是說，三元音中的發音牽涉到三種不同的舌位，並且從其中一種舌位滑動到第二個舌位，最後才滑動到第三個舌位。
注意三元音不应与双元音接单元音的情况混淆，如德语Feuer[ˈfɔʏɐ]“火”，该词中末位的元音比一般的三元音中的元音组分长。

## 语例
三元音中较高的一般被分析为/j/和/w/的组分不列。例如波兰语łój[wuj]“动物油脂”一般被分析为/CVC/结构。这是因为硬颚近音在某些屈折形式中被分析为音节边界，如łojami[wɔˈjami](instr. pl.)，/w/也常像/l/那样出现在词尾(比较przemysł[ˈpʂɛmɨsw]“工业”、Przemyśl[ˈpʂɛmɨɕl]“普热梅希尔”)，也就是说它们比起元音更像是辅音。
此外，来自/l/、/v/或/ɡ/的[ɪ̯, i̯, ʊ̯, u̯]不处理为辅音，因为它们与那3个辅音间几乎不存在什么区别特征。

### 首组分为主元音

#### 伯尔尼德语
伯尔尼德语有下列三元音：
- [iə̯u̯]，如Gieu“男孩”
- [yə̯u̯]，如Gfüeu“感觉”
- [uə̯u̯]，如Schueu“学校”

它们来自韵尾的/l/，比较后两个词的标准德语Gefühl[ɡəˈfyːl]和Schule[ˈʃuːlə]。

#### 丹麦语
丹麦语有下列三元音：
- [ɛɐ̯u̯]，如færge“渡船、摆渡”
- [iɐ̯u̯]，如hvirvle“旋转”
- [œ̞ɐ̯u̯]，如Børge，人名
- [uɐ̯u̯]，如spurv“麻雀”

#### 英语
标准英音和其他多数无R音的英语方言中，带R的单音节三元音与双音节的实现对立：
- [aʊ̯ə̯]，如hour(比较双音节的shower[aʊ̯.ə])
- [aɪ̯ə̯]，如fire(比较双音节的higher[aɪ̯.ə])
- [ɔɪ̯ə̯]，如loir(比较双音节的employer[ɔɪ̯.ə])

如[eɪ̯]和[əʊ̯]在/r/前分别变为[ɛə̯]和[ɔː]，大多数的[eɪ̯.ə]和[əʊ̯.ə]都是带“-er”后缀的词，还有借词，如boa。
[aʊ̯ə̯, aɪ̯ə̯, ɔɪ̯ə̯]有时写作⟨awə, ajə, ɔjə⟩之类。维基百科与大多数参考资料保持一致，一般不认为它们具有近音/w/和/j/的性质。

### 中组分为主元音
西班牙语：
- [u̯ei̯]，如bueyˈbu̯ei̯“公牛”
- [u̯ai̯]，如Uruguayuɾuˈɣu̯ai̯“乌拉圭”
- [i̯ai̯]，如cambiáiskamˈbi̯ai̯s“你们[非正式]改变”
- [i̯ei̯]，如cambiéiskamˈbi̯ei̯s“你们[非正式]可能会改变”

后面两个例子主要见于欧洲西班牙语。拉美西班牙语(没有单独的第二人称复数形式)对应的词为cambianˈkambi̯an和cambienˈkambi̯en。音系学中，[u̯ei̯, u̯ai̯, i̯ai̯, i̯ei̯]一般被分析为单音节的三元音：/uei, uai, iai, iei/。在Help:西班牙语国际音标中，这些三元音被记作⟨wej, waj, jaj, jej⟩：[ˈbwej]、[uɾuˈɣwaj]、[kamˈbjajs]、[kamˈbjejs]等。

## 书目
- Gütter, Adolf, , Munich: R. Lerche, 1971
- Wells, John C. (1982), Accents of English, Volume 2: The British Isles (pp. i–xx, 279–466), Cambridge University Press,  ISBN 0-52128540-2